# Politolana crosnieri
Politolana crosnieri är en kräftdjursart som beskrevs av Bruce1996. Politolana crosnieri ingår i släktet Politolana och familjen Cirolanidae.
Artens utbredningsområde är Nya Kaledonien. Inga underarter finns listade i Catalogue of Life.